# 15635 Andrewhager
15635 Andrewhager eller 2000 JV27 är en asteroid i huvudbältet som upptäcktes den 7 maj 2000 av LINEAR i Socorro County, New Mexico. Den är uppkallad efter Andrew T. Hager.
Asteroiden har en diameter på ungefär 8 kilometer.